# Rebutia gonjianii
Rebutia gonjianii ist eine Pflanzenart in der Gattung Rebutia aus der Familie der Kakteengewächse (Cactaceae). Das Artepitheton gonjianii ehrt den argentinischen Kakteensammler Barkev Gonjian.

## Beschreibung
Rebutia gonjianii wächst einzeln oder sprossend mit etwas zylindrischen Körpern und bildet oft Gruppen. Die Körper erreichen bei Durchmessern von 1,5 bis 2 Zentimetern Wuchshöhen von bis zu 7 Zentimetern und haben eine verdickte Rübenwurzel. Die etwa 16 Rippen sind deutlich in Höcker gegliedert. Die darauf befindlichen Areolen sind elliptisch. Die 12 bis 14 Dornen sind trüb braun und an der Basis etwas verdickt. Sie sind kammartig angeordnet und bis zu 10 Millimeter lang.
Die gelb bis hellorangen oder lachsfarbenen Blüten sind bis zu 2,5 Zentimeter lang. Die kugelförmigen Früchte sind bei Reife trocken und reißen quer auf. Sie weisen Durchmesser von 6 bis 10 Millimetern auf.

## Verbreitung und Systematik
Rebutia gonjianii ist in Argentinien in der Provinz Jujuy im Gebiet der Schlucht Quebrada de Humahuaca in Höhenlagen von 3000 bis 3200 Metern verbreitet.
Die Erstbeschreibung wurde 1973 von Roberto Kiesling (* 1941) veröffentlicht. Rebutia gonjianii ist nahe mit Rebutia einsteinii verwandt.

## Nachweise